# Первинний видобуток і переробка благородних металів

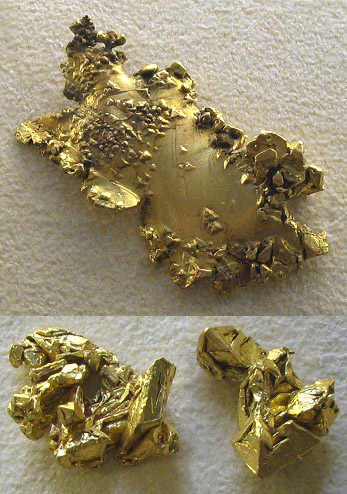
Золото самородне

Первинний видобуток і переробка благородних металів

## Вступ
Дані сучасної історичної науки свідчать, що видобуток золота почався в мідну добу. Відтоді було видобуто приблизно 120–130 тис. тонн дорогоцінного металу. Першою золотоносною провінцією, відкритою на Землі, була Аравійсько-Нубійська.
Найдавніші знахідки золотих виробів археологи датують V тис. до Р. Х., (Балкани, Південний Кавказ, Індія, Єгипет), тоді як першу мідь, освоєну людиною на південному сході Малої Азії, відносять до VIII тис. до Р. Х. На користь «першості» міді може свідчити той факт, що розповсюдженість золотих самородків була істотно нижчою, ніж мідних (за різними оцінками — в десятки разів).

## Балкани
Найбільш давні (з достовірно датованих) знахідки золотих виробів були виявлені на території Болгарії (золотий некрополь поблизу Варни). Поховання V тис. до Р. Х. нараховувало близько 300 могил, в яких було віднайдено більш ніж 2 тис. унікальних виробів із золота, міді та кременю, у тому числі й золотий жезл — символ монаршої влади. Розкопки золотого некрополя дали підстави стверджувати, що видобуток благородних металів на території Балкан і Карпат імовірно передував розробкам у Єгипті. Кінцем V тис. до Р. Х. датують перші золоті вироби Південного Кавказу й Вірменського нагір'я, припускаючи можливість їх більш раннього походження. Проте, ці реалії не змінюють того факту, що найстарша розвинута цивілізація в якій золото відігравало визначальну роль, повстала в Єгипті.

## Стародавній Єгипет і Межиріччя
Різноманітне археологічне вивчення пам'яток Стародавнього Єгипту й Межиріччя, а також давні писемні джерела цих цивілізацій вказують на вельми раннє знайомство з благородними металами, які мали релігійне ототожнення з богами сонця (золото) й місяця (срібло). Велика цінність цих металів, зумовлена їх рідкістю й величезною трудомісткістю видобувних робіт, зробила їх елементом сакральних культів, а згодом — мірилом вартості («валютними металами»).
Стародавні єгиптяни вважали, що саме Сонце (верховний бог Ра) породило золото, пролившись на землю золотим дощем. Подібно до сонця золото в Єгипті називали «променистим» («нуб»), а край де видобували золото іменували Нубією. Ототожнення бога-сонця в золоті давніх храмів повинно було вражати уяву віруючих. Покинувши старі Фіви, фараон Ехнатон збудував нову столицю Єгипту Ахет-Атон («небосхил сонячного диску»). В храмах цього міста сонце відбивалося в сотнях полірованих золотих дисків, утворю-ючи ілюзію безлічі одночасно палаючих світил бога-сонця, якого вшановували Ехнатон та його піддані.
Щоб наблизитись до бога-сонця єгипетські фараони оточували себе безліччю золотих виробів, але головні скарби йшли на оздоблення гробниць усередині пірамід. При цьому обшивка золотом стін усипальниці, масивні саркофаги, багате начиння і, навіть, великі золоті самородки, які зали-шали у гробницях, свідчать про тони назавжди похованого дорогоцінного металу. Важливо те, що більша частина золота, видобута за того чи іншого фараона, йшла на оздоблення його гробниці й вилучалася із подальшого обігу. Новому володарю необхідно було організовувати чергові розробки, осво-ювати наступні золотоносні райони, щоб зібрати необхідну кількість металу для достойного переходу в царство мертвих. Таким чином, єгипетські сакральні уявлення у сполученні з безмежною владою фараона і жерців становили один з головних стимулів масового видобутку золота. За оцінками К. Проберза, тільки за часів Давнього Царства (2686–2181 до Р. Х.) у Єгипті було видобуто 850 т золота, що перебільшує його сумарний видобуток (за означений час) на інших родовищах світу.
На відміну від єгипетського й арійського культу бога-сонця, в Межиріччі й на Близькому Сході поширенішим було поклоніння богині родючості й любові Іннін (вона ж Іштар, Астарта), символом якої був місяць. Земним втіленням нічного світила було срібло (ймовірно колір та блиск цього металу нагадував таємниче місячне сяйво). Богиню Астарту зображували у вигляді жінки, над головою якої розміщувався півмісяць, характерний для осіннього рівнодення . Походження слова «срібло» пов'язують із запозиченням з асирійської, де назва срібла — «сарпу» тотожна назві місячного серпа. Індоєвропейські народи використовували також назву «аргента», що означає «світлий» (від нього походить латинське «argentums»). Найдавніші срібні вироби, що датують серединою V тис. до Р. Х., були виявлені на території Іраку, Ірану й Малої Азії.
На відміну від срібла, видобуток якого вели в гірських масивах за допомогою підземних виробок, самородне розсипне золото Єгипту було виявлене раніше жильного і тривалий час видобувалось відкритим способом. Імовірно, що перші знахідки золотих самородків траплялися рільникам, які обробляли мотиками землі в долині Нілу. Окремі самородки знаходили серед прибережного мулу та піску, оскільки їх яскраво-жовтий колір і незвичайні властивості привертали особливу увагу шукача. З часом єгиптянами був винайдений спосіб промивки уламкового матеріалу у лотках. Ця технологія, основувалась на різниці питомої ваги дрібних уламків гірських порід й металу, й дозволяла відсаджуючи на дно лотка золоті крихти, видаляти легші мінерали.
Перша операція промивки полягала в замочуванні й перемішуванні взятої проби, при цьому мул і завислі глинисті частки зносила вода потоку. Одночасно руками видаляли значні уламки (гальку, щебінь), роздивляючись їх, щоб не оминути самородок. Коли у лотку залишалася лише пісковогравійна фракція, його трохи нахиляли від себе й надавали зворотно-поступального руху, що вело до активного перемішування суміші. В результаті — уламки мінералів розподілялися за питомою вагою, причому легші поступово зміщувались до краю лотка й зривалися з нього, а важчі (у тому числі золото) осідали у центральній частині. Таким чином вдавалося збагатити пробу у сотні разів. Простота промивальних приладів й старательських навичок зовсім не означає, що спосіб промивки був очевидним для кожного, хто починав пошуки золота чи збагачення руд. Навпаки, його ретельно приховували, з часом втрачали й знов «винаходили» у середньовіччі, а потім у XVIII ст.
Джерела отримання першого срібла достеменно не з'ясовані. Згідно з одними припущеннями (Т. Вертайм, Р. Форбес) металургія срібла виникла у зв'язку з видобутком свинцю із сполук, де ці метали зустрічалися разом. Найдавніші рудники по видобутку срібла виявлені на сході Малої Азії, де воно вилучалося із свинцевих руд. На думку О. Лукаса, перше срібло потрапило в руки людини у вигляді самородних золотосрібних сплавів із вмістом золота менше 50%. У природі чисте самородне срібло зустрічається відносно рідко (навіть у порівнянні з золотом), причому срібні самородки (іноді значних розмірів) залягають здебільшого в глибинних зонах рудних родовищ, що майже виключає можливості існування срібних розсипів і потребує розробки руд в гірських масивах.
Вже у Стародавньому Єгипті жерці й шукачі золота задавалися питанням: «Звідки беруться розсипи золота?» Вибравши його запаси в якомусь місці, старателі просувалися по руслу річки вгору, відкриваючи поклади більш давніх і багатих відкладень. Їх розробку вели не тільки на поверхні, але й з невеликої глибини. Надалі пошуки приводили до витоків річок, в гірські масиви, де прадавні шахтарі розпочинали розробку корінних гірських порід, що містили золотоносні («материнські») жили. Поступово прийшло розуміння того, що золоті розсипи у долинах річок — це продукти руйнування (вивітрювання) золотоносних жил гірських масивів, змитих і переміщених дощовими водами, потоками річок та струменів. В районах пустель основною руйнівною силою виступав вітер. Середньовічний арабський вчений Аль-Біруні писав про єгипетські родовища в Нубії: «Гори ці золотоносні й стрімкі, й вода з великою силою несе кусні золота у вигляді самородків, що подібні до намистин, тому земля Нілу названа „золотою землею“» (Нубією).
Стародавні Єгиптяни першими осягнули ці природні явища й використали важливі геологічні знання. Спершу були освоєні розсипи самого Нілу. В пісках цієї річки дрібки самородного золота спостерігались по всій довжині (навіть були намиті з осадів дельти поблизу Олександрії). Але головні розсипні родовища були знайдені у Східній пустелі між Нілом і Червоним морем, на схід від м. Фіви, а також у Нубії (південніше Єгипту), де здебільшого використовували підземну розробку жильних покладів. Більша частина золотоносної провінції розташовувалась на Нубійсько-Аравійському щиті й була складена породами протерозойських гнейсів, гранітів і кристалічних сланців, виходи яких спостерігаються з обох боків тектонічного розла-му, заповненого водами Червоного Моря.
Вже у III тис. до Р. Х. гірники рушили до верхів'їв Нілу шукати джерела золотоносних розсипів. В гірських районах Нубії єгиптяни почали розробляти кварцові жили, причому глибина гірничих робіт сягала в окремих випадках до 120 м. Експлуатаційні виробки проводили по простяганню жили, при-чому їх довжина сягала до 500 м. При цьому доводилося руйнувати дуже мі-цні граніти й кварц, використовуючи лише кам'яні й бронзові знаряддя. Ймовірно застосовували також вогневий метод, але нестача деревини (лісових масивів) суттєво обмежувала обсяги його використання. Розміри перерізу виробок були мінімально можливі (іноді — вузькі лази). Загальна кількість виявлених шахт — понад 100.
Дослідник давніх золотих рудників Африки А. Ерман писав про гірничі пам'ятки єгиптян: «Той, хто просувається кіньми від південного кордону Єгипту на схід, через сімнадцять днів подорожі по розпеченій, безводній, гористій пустелі зустріне поблизу містечка, яке називають зараз Етураніт, повністю збережені гірничі виробки. Глибокі шахти йдуть усередину гори. Дві цистерни збирають воду зимових дощів. Поблизу розташовані похилі кам'яні столи, що слугували для промивання золотоносної руди. В долині майорять близько трьох сотень кам'яних хижок. У кожній залишилось щось на зразок гранітних ручних млинів, на яких колись подрібнювали кварцовий щебінь» .
У Луксорі (на території давніх Фів) археологами був виявлений свиток з переліком двадцяти одного золотоносного району, в яких велися гірничі роботи за часів фараона Рамзеса II (1317–1251 до Р. Х.). До цього ж періоду належить унікальна мапа єгипетських золотих рудників, що існували на території Східної пустелі. Ця найдавніша географічна мапа, вік якої понад 3300 років, отримала назву «Туринський папірус» (по назві міста зберігання рукопису). Вона відображує план одного з гірничих районів луксорсь-кого списку, так звану «Чисту гору». На мапі збереглися давні позначки: 1 — «дорога, що веде до моря»; 2 — «гора золота» (з зображеними шахтами); 3 — «поселення шукачів золота»; 4 — «стела Мент-Маат-Ра» (фараона Сеті I, бать-ка Рамзеса II); 5 — «дорога Та-Менті»; 6 — «гора Амона»; 7 — «гора в якій перебуває Амон»; 8 — «святилище Амона на Чистій горі»; 9 — «гора на якій проми-вається золото»; 10 — «дорога …»; 11 — «гора золота»; 12 — «друга дорога, що веде до моря»; 13 — зображення колодязя; 14 — оброблене поле (заштриховане). Звертає увагу те велике значення, яке укладач мапи приділив святили-щам бога бога-сонця Амона (ототожнення верховного бога Ра). Ймовірно, що гірники золотих копалень належали до храму Амона-Ра.
Значні перешкоди для ведення робіт і транспортування руди були пов'язані з відсутністю доріг і нестачею води (особливо у Східній пустелі). В пошуках води гірники споруджували колодязі небувалої глибини, але не завжди їх у цьому супроводжував успіх. Як правило, справу забезпечення рудників водою брав під свою опіку сам фараон. Воду доставляли з Нілу. До наших часів збереглися сліди трактів, по яких численні каравани в'ючних тварин протягом сторіч доставляли на рудники посудини з нільською водою. Для охорони транспорту золота на Нілі будували фортеці з мобільними вій-ськовими залогами, каравани супроводжували спеціальні озброєні загони.
Тривалий період тяжка й небезпечна праця гірників у Стародавньому Єгипті організовувалась жерцями, а стимулами для неї слугували сакральні уявлення єгиптян. Аналіз багатьох писемних і археологічних джерел свідчить, що ментальність єгипетського суспільства сприймала людину не як індивідуума, а як частку єдиної спільноти, консолідуючи народні зусилля на реалізації релігійного й суспільного обов'язку, служінні божественним намісникам — фараонам. Свого часу це сприяло високим досягненням єгипетської культури, мобілізувало населення на розвиток таких трудомістких і небезпечних промислів, як гірництво й металургія.
Пізніше на гірничих роботах почали використовувати військовополонених з Лівії й Нубії, яких єгиптяни називали «живими мерцями» або «живими для убивства» (що правдиво відображало жорстоку експлуатацію рабів у рудниках). Дискусійним залишається питання щодо кількості й ролі рабської праці в масштабних проєктах Давнього Єгипту (будівництво пірамід, освоєння родовищ корисних копалин). Відомі погляди видатних єгиптологів про те, що «експлуатуюче рабство, яке ми зустрічаємо у римлян, у Єгипті зустрічалося рідко» (Ф. Ванденберг), «від греків розповсюдився міф про рабовласництво як основу єгипетської економіки» (О. Бонджоанні) та ін. Масове й системне використання рабів на рудниках Єгипту (за даними писемних джерел) спостерігалося в часи пізньої античності, особливо під час правління грецької династії Птолемеїв.
На початку II тис. до Р. Х. єгиптяни освоїли очистку (рафінування) золота від домішок інших металів. Для цього в розплав золота додавали свинець, висівки, солому. Домішки, відділялись від золота й легко поєднувались із здатним до окиснення свинцем, після чого разом виводились із розплаву. В ті ж часи в Єгипті було віднайдено спосіб золочення полум'ям (покриття мідних поверхонь тонким шаром золотосвинцевого розплаву). До цього широко використовувалась техніка розковування золотих листів ручними молота-ми на кам'яній основі, причому «золочення» полягало у щільному обгортанні виробу з міді, дерева або гіпсу в тонко розковані золоті листи (фольгу). Дав-ньоєгипетські ювеліри володіли умінням виковувати золотий дріт, проводити спайку ювелірних виробів, наносити емаль, виготовляти сплави золота зі сріблом і сульфідом заліза. Ювелірні прикраси знайшли широке розповсюдження майже у всіх прошарків населення, оскільки крім естетичних властивостей їх наділяли магічною силою.
У період першої династії (3065—2890 рр. до Р. Х.) було зроблено важливий крок на шляху розвитку товарних відносин, які ґрунтувалися на використанні золота як мірила вартості. Під час правління фараона Менеса (Хор-Аха) була введена практика клеймування золотих зливків, що забезпечувала гарантії їх ваги й проби . Крім того, у зазначений період у Єгипті виготовляли типові золоті кільця вагою 7,5 та 15 г, які використовувалися як засіб торговельного обміну. Ці «фінансові» досягнення на багато століть випередили свій час і досвід інших народів в пошуках універсального засобу обміну.

## Шумери. Південний Кавказ, Іран, Мала Азія
Організацію масштабних гірничих робіт по освоєнню родовищ срібла приписують шумерам і датують першою половиною III тис. до Р. Х. Експлуатувалися родовища Південного Кавказу, Ірану, Малої Азії. Прикметно, що в стародавній шумерській поемі «Енмеркар і правитель Аратти» (середина III тис. до Р. Х.) згадується про поставки в Межиріччя із «розташованої за сімома узгір'ями» країни Аратти срібла, золота, електруму, лазуриту й «гірського каміння з їх гір». Згідно з описами, місце розташування Аратти могло знаходитися на території Вірменського нагір'я. Знайдений в Еблі (сучасне м. Тель-Мардих, Сирія) унікальний клинописний архів XXIV ст. до Р. Х. свідчить про сталий імпорт благородних металів з Південного Кавказу. У Єгипет, в якому власні родовища срібла були відсутні, «метал Місяця» (або «біле золото») надходив здебільшого з Межиріччя та Малої Азії, причому його вартість довгий час була більша за золото. У Східному Середземномор'ї срібло було відомо з середини III тис. до Р. Х., куди воно потрапляло зі Сходу, а вже за кілька століть почалася розробка срібла на західних родовищах Середземноморського рудного поясу.
Стародавні єгиптяни видобували золото не тільки в Єгипті та прилеглих територіях (сучасні Судан, Ефіопія), але й на Піренейському півострові, куди споряджали чисельні експедиції.
Слід зазначити, що єгиптяни не були одинокі в пошуках «металу сонця». З давніх часів їм складали конкуренцію в цьому народи Балкан, Карпат (Трансільванія) і Кавказу, де також формувалися потужні центри з видобутку золота. Слід зауважити, що освоєння жильних руд золота в гірських масивах Південного Кавказу сталося майже на два тисячоліття раніше, ніж на єгипетських розробках родовищ Нубії. При цьому послідовність в освоєнні розсипних і жильних родовищ Кавказу теж відрізнялась від єгипетського досвіду (розсипні родовища почали розробляти на Кавказі пізніше жильних). Це пояснюється сталими, дуже давніми розробками в горах Південного Кавказу виробничих металів, що дозволило виявити й поклади жильного золота. Давні золоті рудники, що збереглися на території Вірменії та Грузії, датують III тис. до Р. Х. (копальні Кадабекського та Мегринського родовищ), хоча знайдені на Південному Кавказі окремі золоті вироби відносять до більш ранніх часів (V тис. до Р. Х.).
У Східній Вірменії в районі Зангезуру (лівий берег річки Мегрі) на сучасному руднику Тертерасар була виявлена розгорнута мережа давніх виробок, що пронизували найбільш багату золотом верхню частину родовища (розробки датовані кінцем IV — початком III тис. до Р. Х.). Розкриття рудного покладу давні гірники проводили за допомогою похилих стволів, які на визначених глибинах переходили у горизонтальні експлуатаційні виробки. Довжина стволів складала 80—90 м. Від них відходили добувні штреки й ніші. Розробку вели у зворотному напрямку, погашаючи відпрацьовану частину виробок. У руднику були знайдені кам'яні сокири, рубила, залишки кріплен-ня у вигляді опорних кам'яних конструкцій, а також рештки давніх гірників, завалених породою. Не менш цікавим пам'ятником гірництва є золотий рудник Мандеульського родовища у Південній Грузії, датований III тис. до Р. Х. Видобуток жильного золота на цьому родовищі тривав кілька століть.
Припускають, що розробку розсипного золота на південному Кавказі вели з початку II тис. до Р. Х. Одним з найхарактерніших способів видобутку золота в численних річних потоках Кавказу було використання вовняних шкір тварин, у вовнинках яких затримувалися крупинки металу. Натягнуту на дошку овечу шкуру (вовною догори) розташовували на дні бурхливого потоку, що ніс з собою дрібноуламковий матеріал. При цьому глинисто-піщану суміш та уламки породи зносило течією, а важчі металеві частки осідали на шкурі й затримувались у вовні. Таку шкуру, відомою під назвою «золоте руно», потім просушували й вибивали з неї крупинки золота. Широке розповсюдження ця технологія знайшла в Колхіді (Західна Грузія), значний видобуток золота якої багаторазово згадували античні автори. Золото Колхіди залишилось у пам'яті людства також завдяки неперевершеному давньогрецькому міфу про аргонавтів, який більше трьох тисячоліть привертає увагу до «золотого руна».

## КраїнаОфір
Між країнами давнього світу, що прославились багатим видобутком золота, помітно виділяється біблійна країна Офір. Загалом золото згадується в Біблії понад 400 разів, що свідчить про величезне значення цього металу в житті давніх народів. Більшість згадок пов'язано з ім'ям мудрого й багатого царя Соломона, який правив Давнім Ізраїлем на межі II і I тис. до Р. Х. Описані у Першій книзі Царів величезні багатства Соломона й золоте начиння збудованого ним храму поставили питання про походження дорогоцінних металів його скарбниці. У Біблії говориться, що на узбережжі Червоного моря неподалік від Ейлата цар Соломон мав свою корабельню, де збудував великі судна. Допомагали йому в цьому фінікійці, найкращі мореплавці свого часу, які й склали команди цих кораблів. «І послав Гірам (цар Фінікії, союзник царя Соломона — авт.) на тих кораблях своїх підданих мореходів, що з морем обізнані були, вкупі з підданими Соломоновими, і прибули вони в Офір, і взяли звідти золота чотириста й двадцять талантів, і привезли до царя Соломона» (Перша книга Царів, гл. 9, вірші 27, 28) . Далі в біблійному тексті повідомляється, що надходження золота й дорогоцінного каміння з країни Офір стали регулярними, флот вирушав туди «що три роки», «і було в золоті, що приходило до Соломона, ваги шістсот шістдесят і шість талантів».
Існують різноманітні гіпотези, щодо ототожнення країни Офір з відомими золотовидобувними центрами . Одна з найбільш імовірних — золото доставляли з Ефіопії, куди воно потрапляло з розробок родовищ у верхів'ях Нілу. Підкреслимо, що першим з європейців, хто потрапив на ці віддаленні від цивілізації території, був наш земляк, виходець із слобожанської шляхти, вихованець Харківського університету, видатний гірничий інженер і геолог Єгор Ковалевський . Уряд Російської імперії кількаразово направляв цього досвідченого спеціаліста на пошуки корисних копалин у Чорногорію, Середню Азію, Китай, Єгипет (загалом він здійснив тринадцять місій). На прохання володаря Єгипту Мохаммеда-Алі експедиція Ковалевського у 1848 р. успішно провела пошуки розсипного золота й збудувала золотопромивну фабрику на Туматі (притока Блакитного Нілу). Арабське прислів'я, натякаючи на багате золото, стверджує, що «витоки Нілу лежать у раю». За особистою ініціативою Є. Ковалевський разом з частиною експедиції вирушив на пошуки країни Офір у верхів'я Тумату (Ефіопське нагір'я), де знайшов ознаки давніх розробок і багатих корінних родовищ золота. Наукові результати експе-диції були покладені в новаторську (для свого часу) працю Є. Ковалевського «Нільський басейн у геологічному відношенні й золотовмісні розсипи Внутрішньої Африки» (1849 р.).
Ще однією біблійною вказівкою щодо давніх багатих розробок золота є епізод прибуття в Єрусалим цариці Савської з великим почтом і численними дарами «Прибула ж вона в Єрусалим з вельми великим двором, а верблюди несли пахощі й багато золота й дорогоцінного каміння… І подарувала вона цареві сто й двадцять талантів золота…» (Перша книга Царів, гл. 10, вірші 2, 10).
На відміну від країни Офір, географічне розташування давньої країни Саба відоме — це південна частина Аравії (сучасні Ємен та Оман). Йдучи за біблійною підказкою, американський археолог К. Твітчел у 1932 р. дослідив давні покинуті розробки Джебель-Махд-ед-Джахаб (з арабської — «золота колиска», тобто, золотопромивний лоток). Він дійшов висновку, що в I тис. до Р. Х. тут велися масштабні розробки золота, які продовжувалися і в пізніші часи. Проте, золото було вибране не повністю, а величезні породні відвали обіцяли значний вміст дорогоцінного металу. Заручившись підтримкою еміра Сауда, К. Твітчел заснував синдикат по вторинній переробці відвалів давніх рудників, який з 1937 р. по 1951 р. отримав понад 60 т чистого золота. Таким чином, сучасніша гірнича техніка й збагачувальне обладнання виявилися здатні оживити давні рудники.

## Південна та Східна Азія
Розробки золота в країнах Південної та Східної Азії дещо поступалися в часі й масштабах видобутку основним світовим центрам. Вважають, що організований видобуток золота в Індії та Китаї розпочався у II тис. до Р. Х. і зосереджувався на розсипах річних долин. В Індії — це зокрема басейн Гангу та річки Центрального Індостану. Застосовували промивання річного піску у лотках, способи якого індуси зберігали протягом тисячоліть . Золото згадується вже в індійських Ведах. З середини II тис. до Р. Х. золоті прикраси використовували як своєрідний грошовий еквівалент. Геродот свідчить, що індійські сатрапії платили данину Ахеменідській імперії золотом і наводить величезний розмір данини — близько 9 тонн на рік. Крім видобутку розсипного золота розробляли й жильні родовища, які зосереджувались в гірських масивах північних відрогів Гімалаїв і в Тибеті, а також на півдні — в районі Ченнаї (колишнього Мадрасу).
У Китаї не було своїх багатих розсипних чи корінних родовищ золота, тому його видобували в різних місцях з бідних розсипів наполегливою працею, а також завозили з Алтаю та Індії. Не виключена також можливість давньої розробки багатих амурських розсипів, масштабні сліди якої були виявлені першими російськими дослідниками цього краю (питання датування цих гірничих робіт залишається дискусійним). При археологічних дослідженнях поховань давніх китайських володарів XIV — XII ст. до Р. Х. виявлена велика кількість предметів із бронзи, золота та коштовного каміння, що свідчить про широке уживання дорогоцінних виробів у середовищі вищої знаті.
Серед найбільш давніх золотоносних провінцій Далекого Сходу, виділяється Південний Індокитай, зокрема півострів Малакка, який Птоломей називав «золотим островом». Велася відкрита розробка алювіальних розсипів в Західній Малайзії. Підземним способом розроблялися гірські масиви в районі малайзійського Головного Хребта (корінне родовище самородного золота Рауб та поліметалічні поклади з вмістом благородних металів). Золото потрапляло також з навколишніх островів. Відстежити час початку розробок для більшості родовищ Південно-Східної Азії вельми складно.